# Les Douze Salopards : Mission fatale
 (avril 2016).
Si vous disposez d'ouvrages ou d'articles de référence ou si vous connaissez des sites web de qualité traitant du thème abordé ici, merci de compléter l'article en donnant les références utiles à sa vérifiabilité et en les liant à la section « Notes et références ».
Série
Les Douze Salopards : Mission Suicide
(1987)
Pour plus de détails, voir Fiche technique et Distribution.
Les Douze Salopards : Mission fatale (The Dirty Dozen : The Fatal Mission) est un téléfilm américano-italo-yougoslave réalisé par Lee H. Katzin diffusé en 1988. C'est la suite des Douze Salopards : Mission Suicide dans laquelle on y retrouve une nouvelle fois Telly Savalas et Ernest Borgnine.

## Synopsis
À la fin de la Seconde Guerre mondiale, Adolf Hitler envoie des chefs militaires, tant bien politiques que scientifiques, en Turquie afin d'y établir un Quatrième Reich. Pour faire le voyage, ces hauts responsables embarquent à bord de l'Orient Express. Le major Wright et ses douze salopards sont envoyés pour attaquer le convoi sans se douter que celui-ci est protégé par une horde de SS.

## Fiche technique
- Titre original : The Dirty Dozen : The Fatal Mission
- Réalisation : Lee H. Katzin
- Scénario : Mark Rodgers, d'après les personnages créés par Nunnally Johnson et Lukas Heller
- Directeur de la photographie : Tomislav Pinter
- Montage : Leon Carrere et Richard E. Rabjohn
- Musique : John Cacavas
- Production : Mel Swope
- Genre : guerre
action
- Pays de production :  États-Unis,  Italie,  Yougoslavie
- Durée : 100 minutes
- Date de diffusion :
  - États-Unis : 14 février 1988

## Distribution
- Telly Savalas (VF : Henry Djanik) : le major Wright
- Ernest Borgnine (VF : Georges Atlas) : le général Sam Worden
- Hunt Block (VF : Georges Aubert) : Joe Stern
- Matthew Burton (VF : Claude d'Yd) : le général Kurt Richter
- Jeff Conaway (VF : Mathieu Rivolier) : le sergent Holt
- Alex Cord (VF : William Sabatier) : Dravko Demchuk
- Heather Thomas (VF : Martine Irzenski) : le lieutenant Carol Campbell
- Ernie Hudson : Joseph Hamilton
- Ray Armstrong (VF : Pierre Fromont) : Wolfgang Kranz
- Erik Estrada (VF : Maurice Sarfati) : Carmine D'Agostino
- James Carroll Jordan : Lonnie Wilson
- Ray Mancini (VF : Michel Lasorne) : Tom Ricketts
- John Matuszak (VF : Michel Fortin) : Frederic Collins
- Natalia Nogulich (VF : Nadine Alari) : Yelena Petrovic
- Anthony Valentine (VF : Jean Lescot) : le colonel britannique
- Richard Yniguez : Roberto Echevarria
- Branko Blace : Munoz
- Derek Scott Hoxby : Thomas Hoffman

## Changement d'acteurs
Si Heather Thomas et Alex Cord reprennent leurs rôles respectifs, il y a cependant d'autres personnages qui changent d'interprêtes :
- Le sergent Holt est joué ici par Jeff Conaway en remplacement de Vince Edwards.
- Pour celui de Joe Stern, Gary Graham a cédé sa place à Hunt Block.

## SagaLes Douze Salopards
- Les Douze Salopards (The Dirty Dozen) film américain de Robert Aldrich sorti en 1967, avec Lee Marvin, Charles Bronson, John Cassavetes, Jim Brown, Telly Savalas, Donald Sutherland, Ernest Borgnine et Richard Jaeckel ;
- Les Douze Salopards 2 (The Dirty Dozen: Next Mission), téléfilm américain de Andrew V. McLaglen diffusé en 1985), avec Lee Marvin, Ernest Borgnine et Richard Jaeckel ;
- Les Douze Salopards : Mission Suicide (Dirty Dozen : The Deadly Mission), téléfilm américano-yougoslave de Lee H. Katzin diffusé en 1987, avec Telly Savalas, Ernest Borgnine et Bo Svenson ;
- Les Douze Salopards : Mission fatale (Dirty Dozen : The Fatal Mission), téléfilm américano-italo-yougoslave de Lee H. Katzin diffusé en 1988, avec Telly Savalas et Ernest Borgnine ;
- Les Douze Salopards (Dirty Dozen: The Series), série télévisée américaine diffusée en 1988, avec Ben Murphy, John D'Aquino, Frank Marth, John Slattery et Jon Tenney.